# Morancez
Morancez ist eine französische Gemeinde mit 1.927 Einwohnern (Stand: 1. Januar 2022) im Département Eure-et-Loir in der Region Centre-Val de Loire; sie gehört zum Arrondissement Chartres und zum Kanton Chartres-2. Die Einwohner werden Morancéens genannt.

## Geographie
Morancez liegt etwa drei Kilometer südlich von Chartres an der Eure, der die westliche Gemeindegrenze bildet. Umgeben wird Morancez von den Nachbargemeinden Le Coudray im Norden, Gellainville im Osten und Nordosten, Berchères-les-Pierres im Südosten, Corancez im Süden, Ver-lès-Chartres im Südwesten sowie Barjouville im Westen und Nordwesten.
Durch die Gemeinde führt die Autoroute A11.

## Demographie
| Jahr                       | 1962 | 1968 | 1975 | 1982 | 1990 | 1999 | 2006 | 2012 | 2018 |
| Einwohner                  | 475  | 570  | 723  | 1169 | 1692 | 1615 | 1531 | 1664 | 1904 |
| Quellen: Cassini und INSEE |      |      |      |      |      |      |      |      |      |

## Sehenswürdigkeiten
- Dolmen La Pierre qui Tourne aus dem Neolithikum, seit 1983 Monument historique

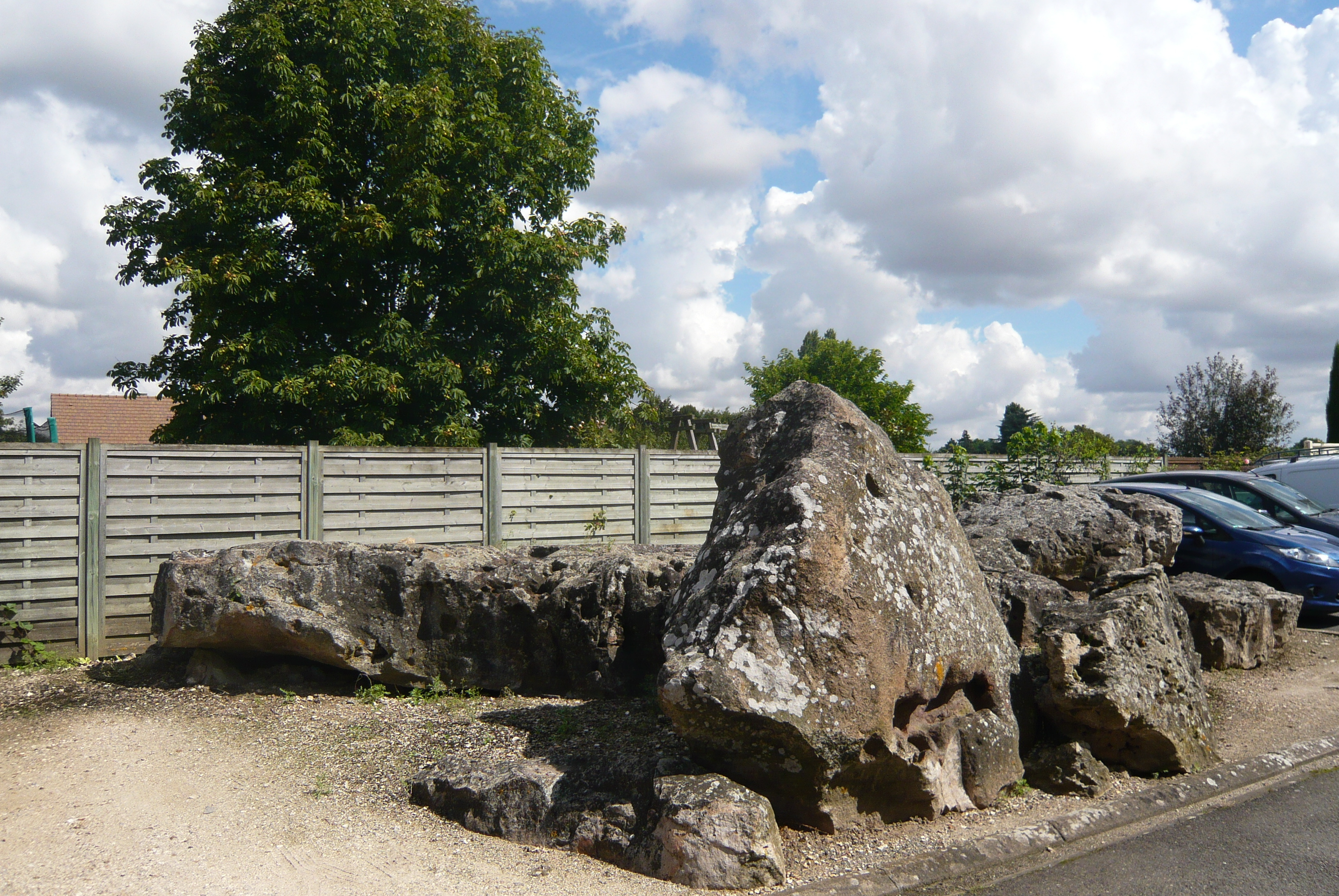
Dolmen

- Kirche Saint-Germain
- Schloss Gourdez
- Gutshof Chavannes